# Hennadij Slusariew
Hennadij Danyłowycz Slusariew, ukr. Геннадій Данилович Слюсарєв, ros. Геннадий Данилович Слюсарев, Giennadij Daniłowicz Slusariew (ur. 2 maja 1947, Ukraińska SRR) – ukraiński trener piłkarski.

## Kariera trenerska
Od 1987 do 1990 pracował na stanowisku dyrektora technicznego Worskły Połtawa. W 1991 obejmował stanowisko asystenta trenera połtawskiego klubu. Od 1 sierpnia do 7 listopada 1991 w składzie rady trenerskiej pomagał trenować Worskłę Połtawa. Obecnie pracuje jako dyrektor techniczny Worskły.